# BigTable
O Bigtable é um sistema de armazenamento de dados proprietário compactado, de alto desempenho construído no sistema do Google File e algumas outras tecnologias Google. Em 6 de maio de 2015, uma versão pública do Bigtable foi disponibilizada.
O desenvolvimento do Bigtable começou em 2004 e agora é usado por várias aplicações do Google, como o indexamento web, MapReduce, que é usado frequentemente para gerar modificar dados armazenados no Bigtable, Google Maps, Google Book Search, Google Earth, Blogger.com, Google Code, YouTube, e Gmail. As razões do Google para desenvolver seu próprio banco de dados incluem escalabilidade e melhor controle das características de desempenho.